# Coutansouze
Coutansouze település Franciaországban, Allier megyében. Lakosainak száma 158 fő (2022. január 1.). Coutansouze Bellenaves, Chirat-l’Église, Échassières, Lalizolle és Louroux-de-Bouble községekkel határos.

## Népesség
A település népességének változása:
| Lakosok száma | 179  | 129  | 103  | 121  | 133  | 146  | 154  | 152  | 154  | 158  |
|               | 1968 | 1982 | 1990 | 2006 | 2013 | 2015 | 2017 | 2019 | 2020 | 2022 |